# Николодворянская улица
У́лица Николодворя́нская — улица в Советском районе города Рязани. Проходит от перекрёстка с улицей Садовой до перекрёстка с улицей Ленина.

## История
Формирование улицы относится к середине XVIII века. Ныне она расположена в историческом центре города. В разное время называлась Никольской, Нижне-Никольской или Нижней Никольской, Лыбедской, Никольской Дворянской, Нижней Дворянской, Нижне-Николо-Дворянской или Николодворянской, в 1919—1993 годах — улицей Свердлова (в совокупности с улицей Право-Лыбедской), затем снова Николодворянской.
Наиболее часто употреблявшееся и принятое сейчас название улицы связано с расположенной здесь Николо-Дворянской (Староямской-Никольской) церковью.

## Здания и организации

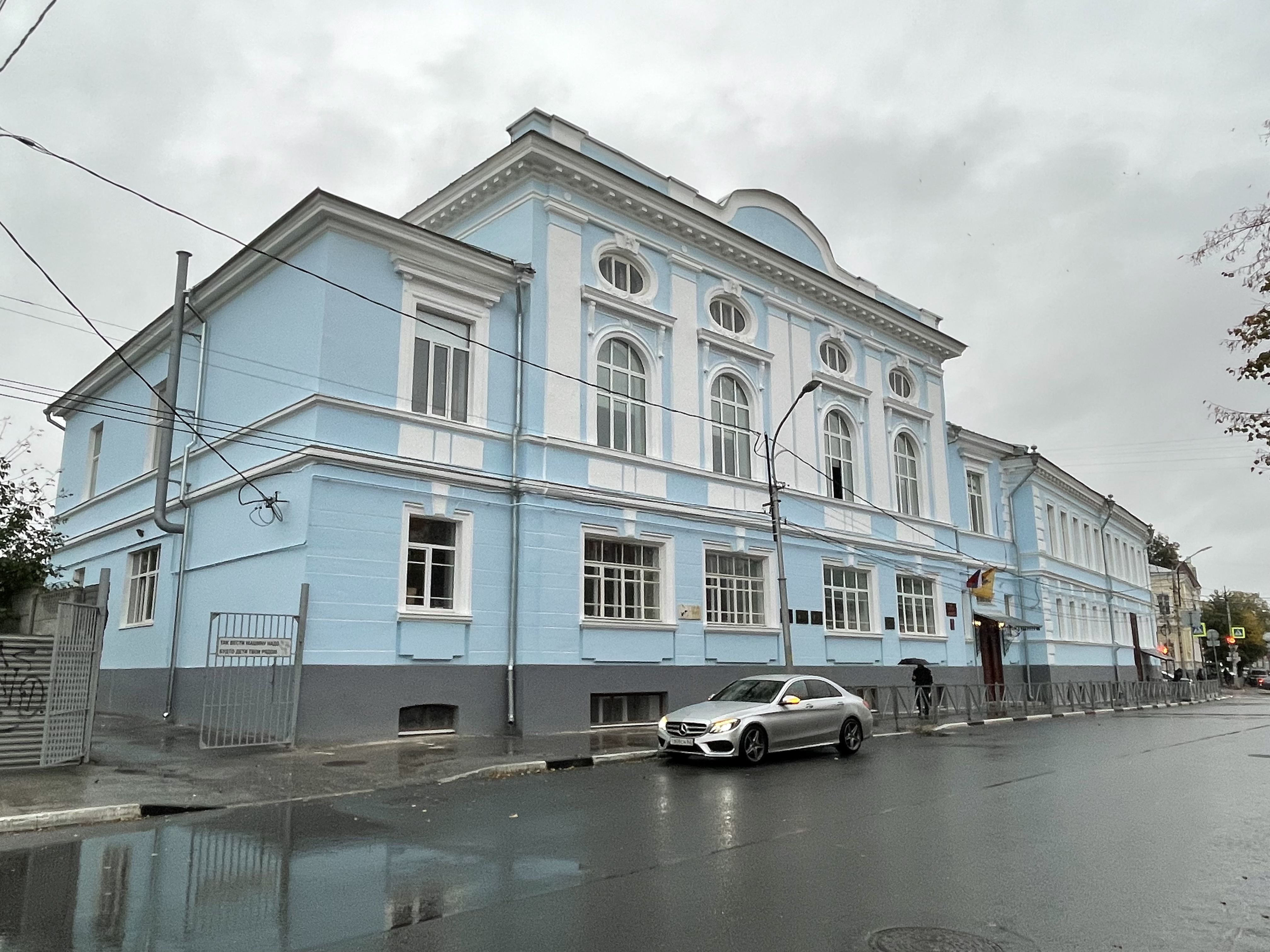
Гимназия Н. Н. Зелятрова

Нумерация домов начинается от улицы Садовой.
- Дом № 2 — Жилой дом М. Д. Шуршикова. Последняя четверть XIX в.
- Дом № 6 — Жилой дом Н. Архангельского. Последняя четверть XIX в.
- Дом № 7 — Жилой дом Правдолюбовых. Начало XX в.
- Дом № 11 — Жилой дом Н. А. Сладковского. Объект культурного наследия регионального значения № 621410177250035[2][3].
- Дом № 12 — Пом причта. Памятник архитектуры середины XIX в. Ныне здесь размещается Квалификационная коллегия судей Рязанской области, несколько ранее — Управление судебного департамента по Рязанской области.
- Дом № 12А — Николо-Дворянский храм. Памятник архитектуры федерального значения № 621410485570006[4][5]. В здании долгое время размещался Рязанский филиал Тучковского автотранспортного колледжа[6].
- Дома № 14 и № 16 — Городская усадьба Грегориусов. Объект культурного наследия местного (муниципального) значения № 621710984840004[7][8].
- Дом № 17 — Жилой дом Денисовых. Объект культурного наследия регионального значения № 621410177250045[9][10].
- Дом № 18А — Министерство ТЭК и ЖКХ Рязанской области.
- Дом № 19/40 — Один из двух корпусов МБОУ Школа № 7 «Русская классическая школа». До революции принадлежал частной мужской гимназии Н. Н. Зелятрова, среди выпускников которой были братья Алексей и Александр Пироговы[11].
- Дом № 20 — Жилой дом А. Гаретовской. Объект культурного наследия регионального значения № 621410177250025[12][13].
- Дом № 22 — Жилой дом Морозовых. Объект культурного наследия регионального значения № 621410177250015[14][15], в котором расположены Министерство культуры Рязанской области, Отдел маркетинга и связей с общественностью Государственного музея-заповедника С. А. Есенина, Государственная инспекция по охране объектов культурного наследия Рязанской области.
- Дом № 24/42 — Жилой дом Е. В. Шишковой (Н. Л. Друкорта, Морозовых). Памятник архитектуры федерального значения № 621410163530006[16][17][18]. Ныне здесь размещается Музейный центр имени А. И. Солженицына РИАМЗ, открытый в августе 2019 года. В 1996—2016 годах здесь располагался филиал РОУНБ имени М. Горького. Само здание принято называть домом Салтыкова-Щедрина.

## Достопримечательности

### Николо-Дворянский храм
Занимает небольшой возвышенный участок, затеснённый жилой застройкой конца XIX в. До разрушения верхних объёмов храма и колокольни церковное здание с выразительным силуэтом и массивными объёмами главенствовало в панораме реки Лыбедь. Храм на этом месте упоминается документами с 1567 года. Окладная книга 1676 года сообщает о «церкви Николая Чудотворца в Ямской слободе» и о её приходе (101 двор, из которых 80 принадлежали «емским охотникам»). В 1681 году, после больших повреждений, каменная церковь была восстановлена (вероятнее построена заново) на средства боярского сына А. Ф. Берескина. В 1767 году на четверике храма возвели широкий восьмерик с ярусной главой над крутой купольной кровлей. Очевидно, тогда же алтарь стал пятигранным, а фасады были переделаны в запоздалых нарышкинских формах, возможно с частичным использованием первоначального белокаменного декора. С запада к храму примыкала пониженная трапезная. В 1805 году построили 3-ярусную колокольню в стиле классицизма. Колокольню с кубическими верхними ярусами венчал тонкий короткий шпиль на высоком постаменте. Нижний ярус был оформлен портиками на сдвоенных колоннах. Во втором ярусе были итальянские окна (боковые проёмы ложные). Грани верхнего яруса с пилястрами по сторонам арок звона завершались треугольными фронтонами. В 1851—1852 годах по проекту Н. И. Воронихина расширили трапезную, а её фасады завершили фигурными аттиками из трёх больших килевидных кокошников в духе «тоновской» архитектуры. На кровле трапезной установили главку. В последней трети XIX в. к колокольне сделали боковые пристройки. В 1866 году московский мастер Галактион Лебедев изготовил главный иконостас. Вероятно в 1877 году рядом с церковью возвели дом причта. Церковную территорию окружили решётчатой оградой с кирпичными столбами на каменном основании. В советское время были снесены венчающие объёмы церкви, декор частично срубили; полностью уничтожили убранство интерьера. Во второй половине XX в. к дому причта пристроили Г-образное крыло, фасады поновлены в конце XX в. В кирпичные стены церкви включены белокаменные элементы. Дом причта кирпичный, оштукатуренный.
Церковь расположена в створе Николодворянской улицы, которая в этом месте разветвляется. К северу идёт спуск к долине Лыбеди, к югу продолжается трасса улицы, на которой к юго-востоку от алтаря расположен дом причта.
История именования храма
В 1782 году был утверждён «Генеральный план» застройки Рязани. Дорогу Астраханского тракта (от Рязани — через г. Ряжск) пересекла Ряжская (Есенина) улица, и устроена была на пересечении их новая Ямская застава (ныне пл. Театральная), а старая на речке Лыбедь потеряла значение. Тогда, спустя 21 год после постройки каменной Староямской Никольской церкви (в 1788 году), близ новой Ямской заставы возвели высокую каменную Новоямскую Никольскую церковь (ныне на ул. Циолковского). Староямскую же Никольскую церковь во избежание путаницы жители Рязани стали именовать Николо-Дворянской церковью.

### Бюст М. Е. Салтыкова-Щедрина

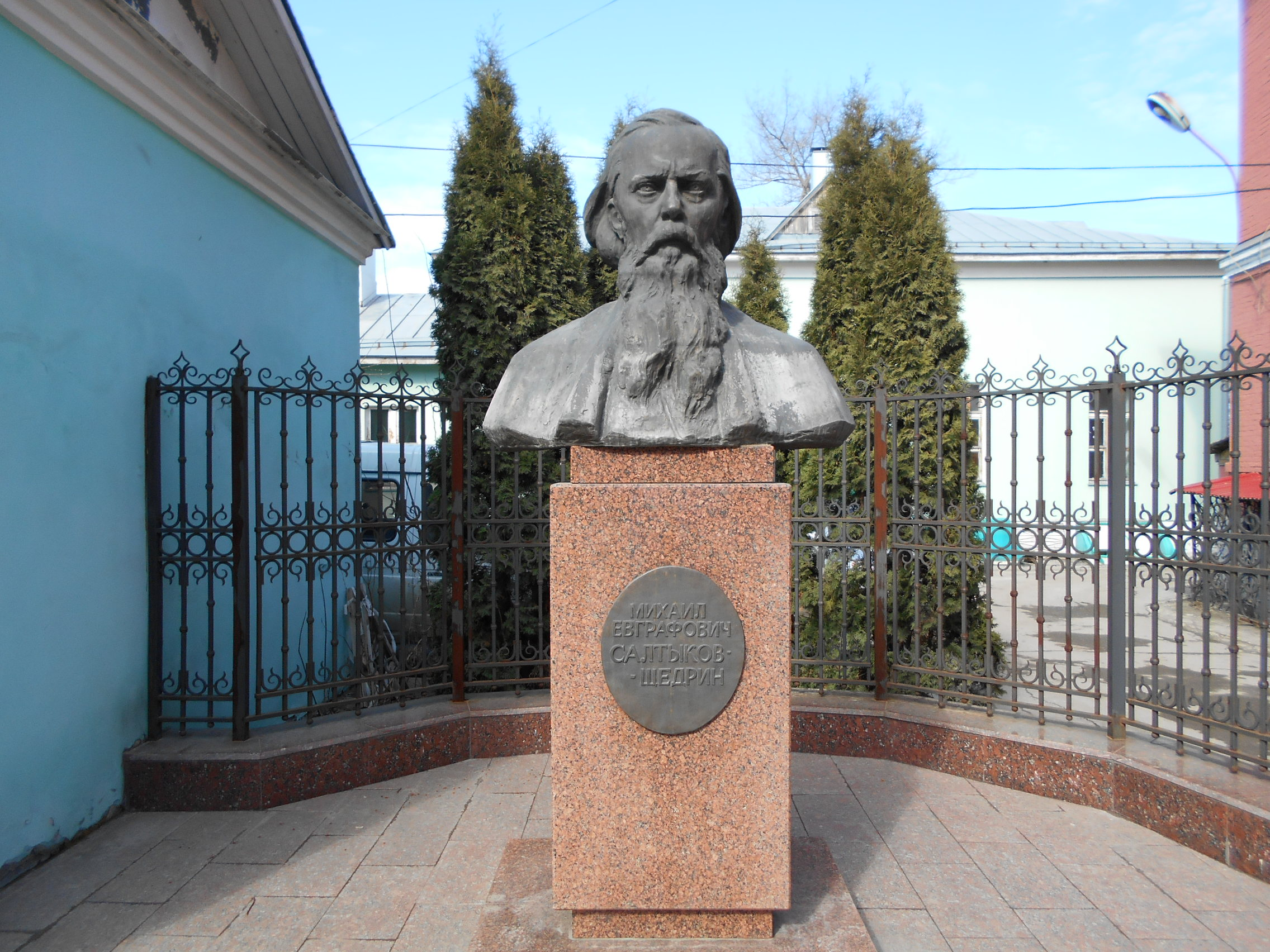
Бюст М. Е. Салтыкова-Щедрина

Церемония открытия бюста состоялась 11 апреля 2008 года, в связи со 150-летием с момента назначения Михаила Евграфовича Салтыкова на должность вице-губернатора в Рязань. Бюст установлен в скверике рядом с домом, который раньше использовался в качестве резиденции рязанского вице-губернатора — известный писатель-сатирик жил здесь с марта 1858 по апрель 1860 года. Автор памятника — заслуженный художник России, профессор Московского художественного института имени В. И. Сурикова И. И. Черапкин.

## Транспорт
Маршруты городского транспорта по улице не проходят. Ближайшие остановки:
- чётная сторона улицы Ленина — «Цирк» (автобусы 7, 7а, 11, 13, 17, 23, 47, 49, 53, 65, 66, 68, 73, 75, 77, 99; маршрутные такси 33, 46; троллейбусы 3, 5, 10)
- нечётная сторона улицы Ленина — «Педагогический сквер» (автобусы 7, 7а, 11, 13, 17, 23, 47, 49, 53, 65, 66, 68, 73, 75, 99; маршрутные такси 33, 46; троллейбус 5)

## Галерея

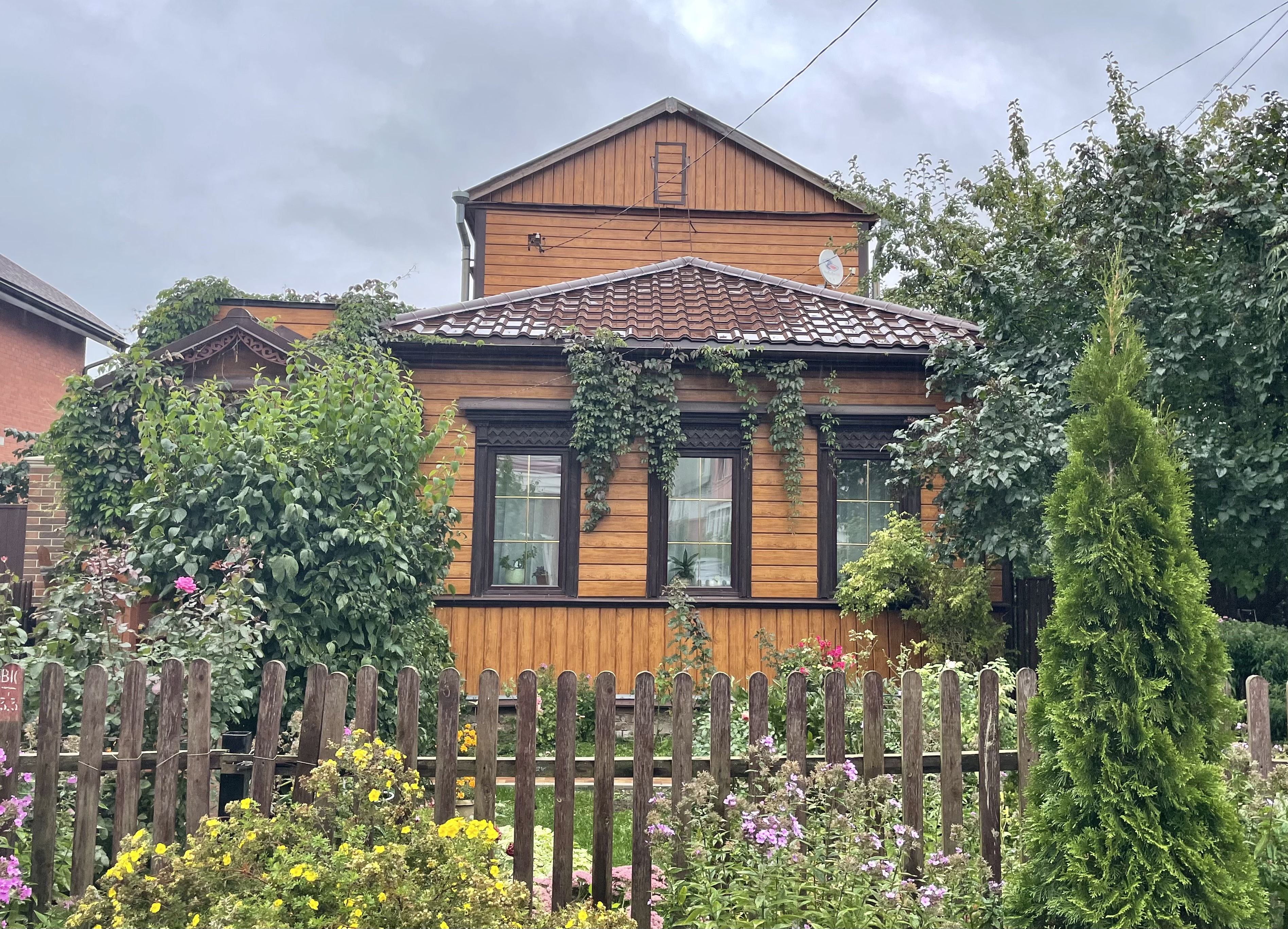
Дом М. Д. Шуршикова
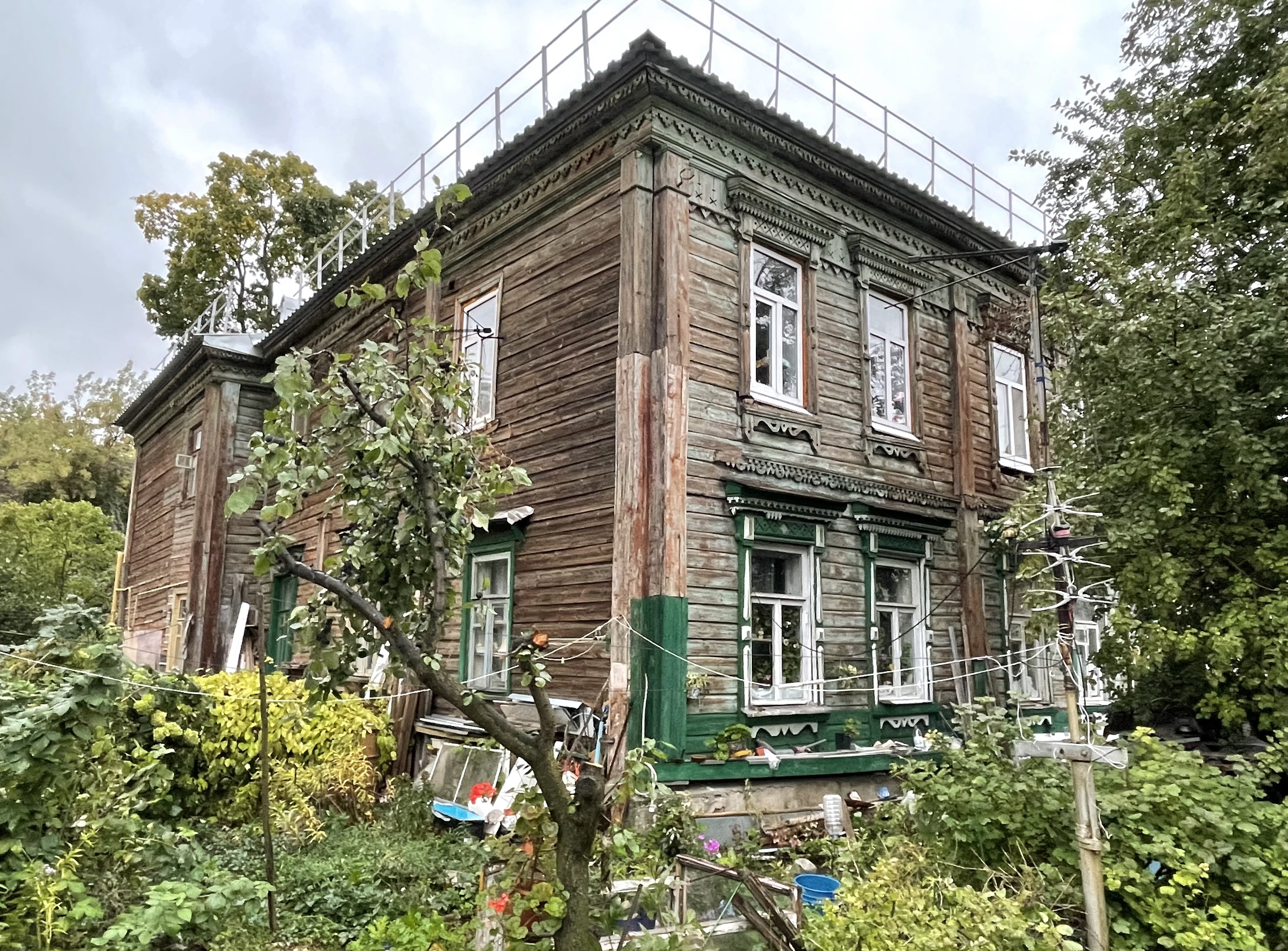
Дом Правдолюбовых
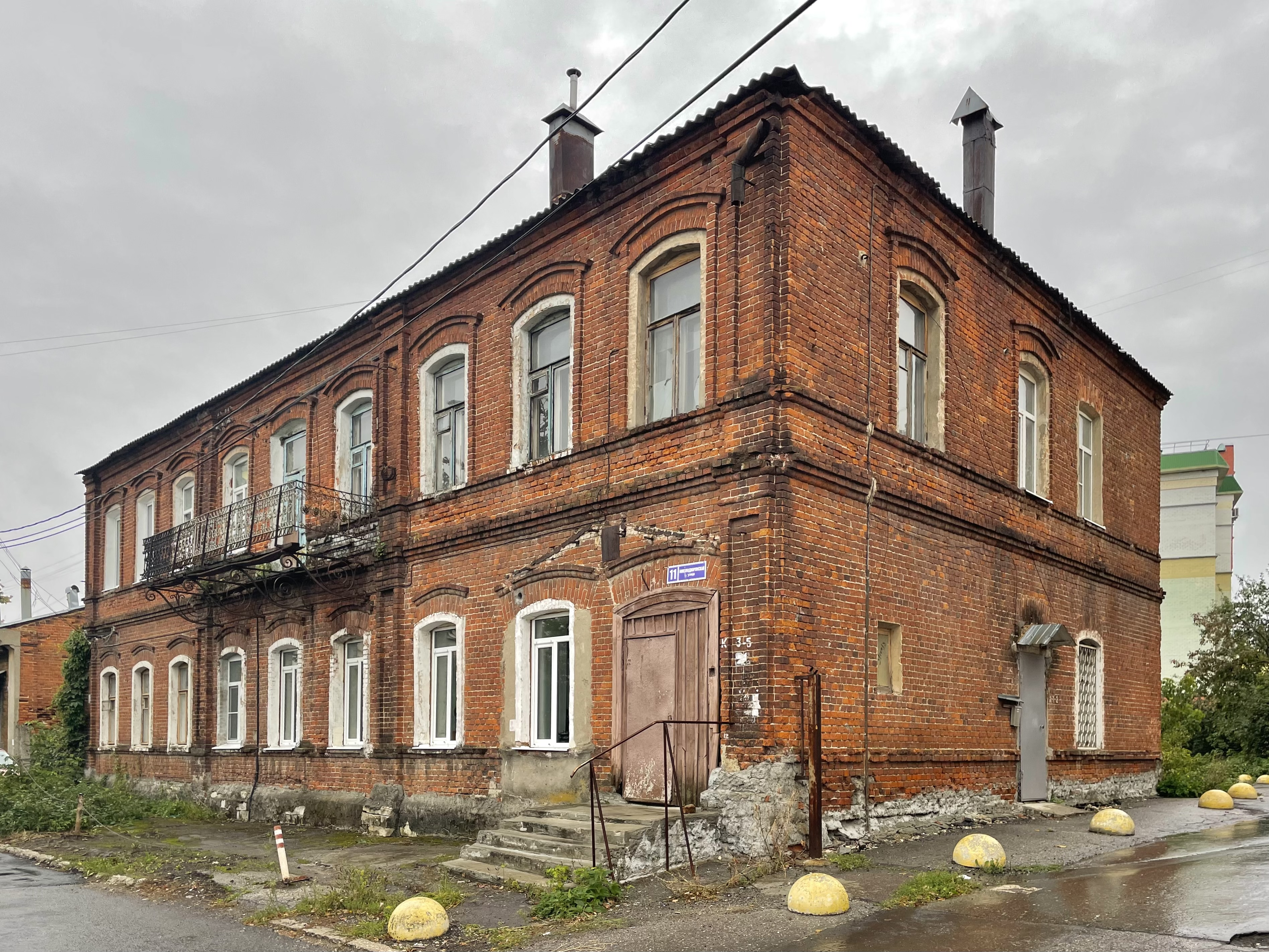
Дом Н. А. Сладкоского
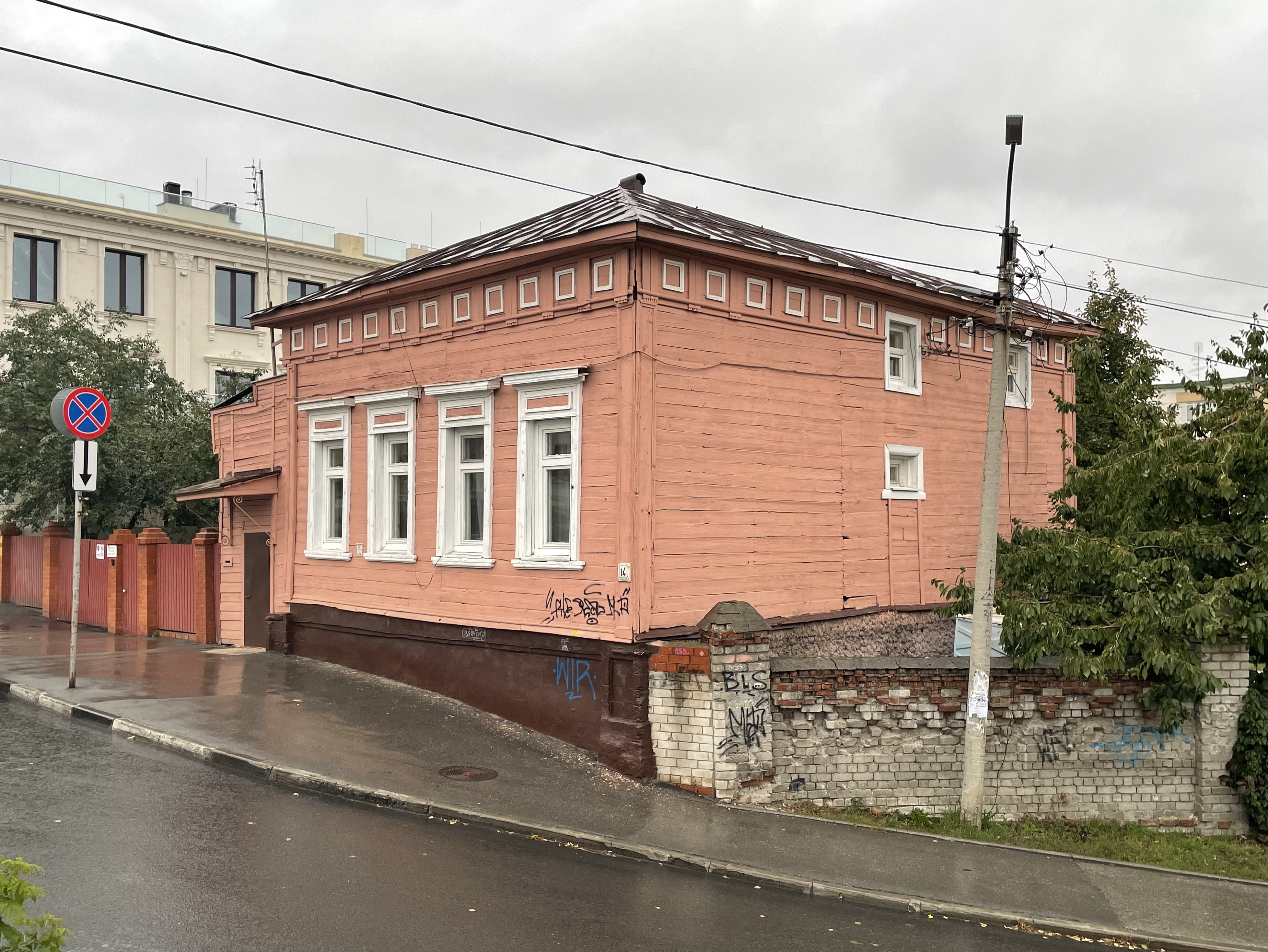
Флигель Грегориусов
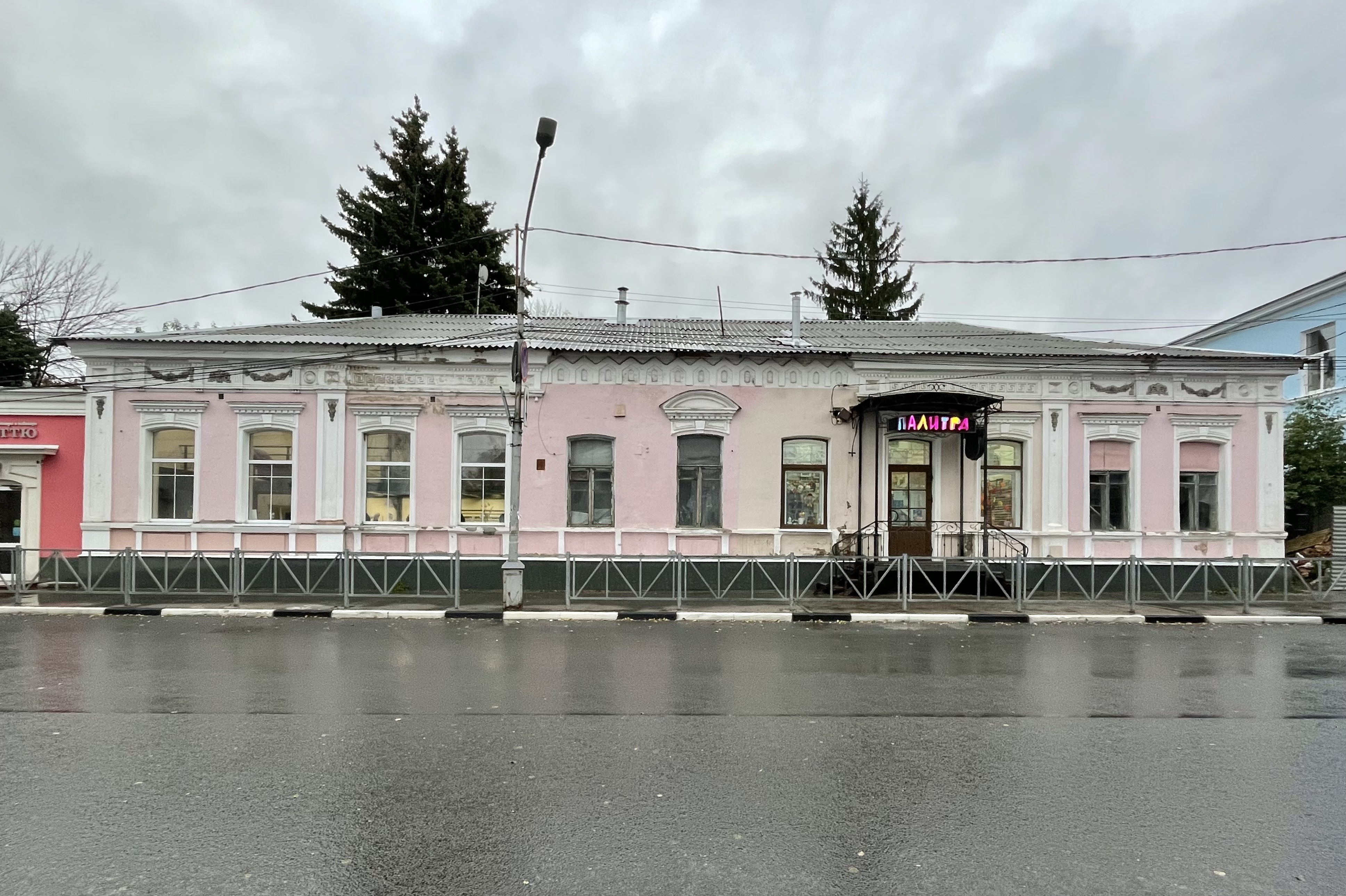
Дом Денисовых
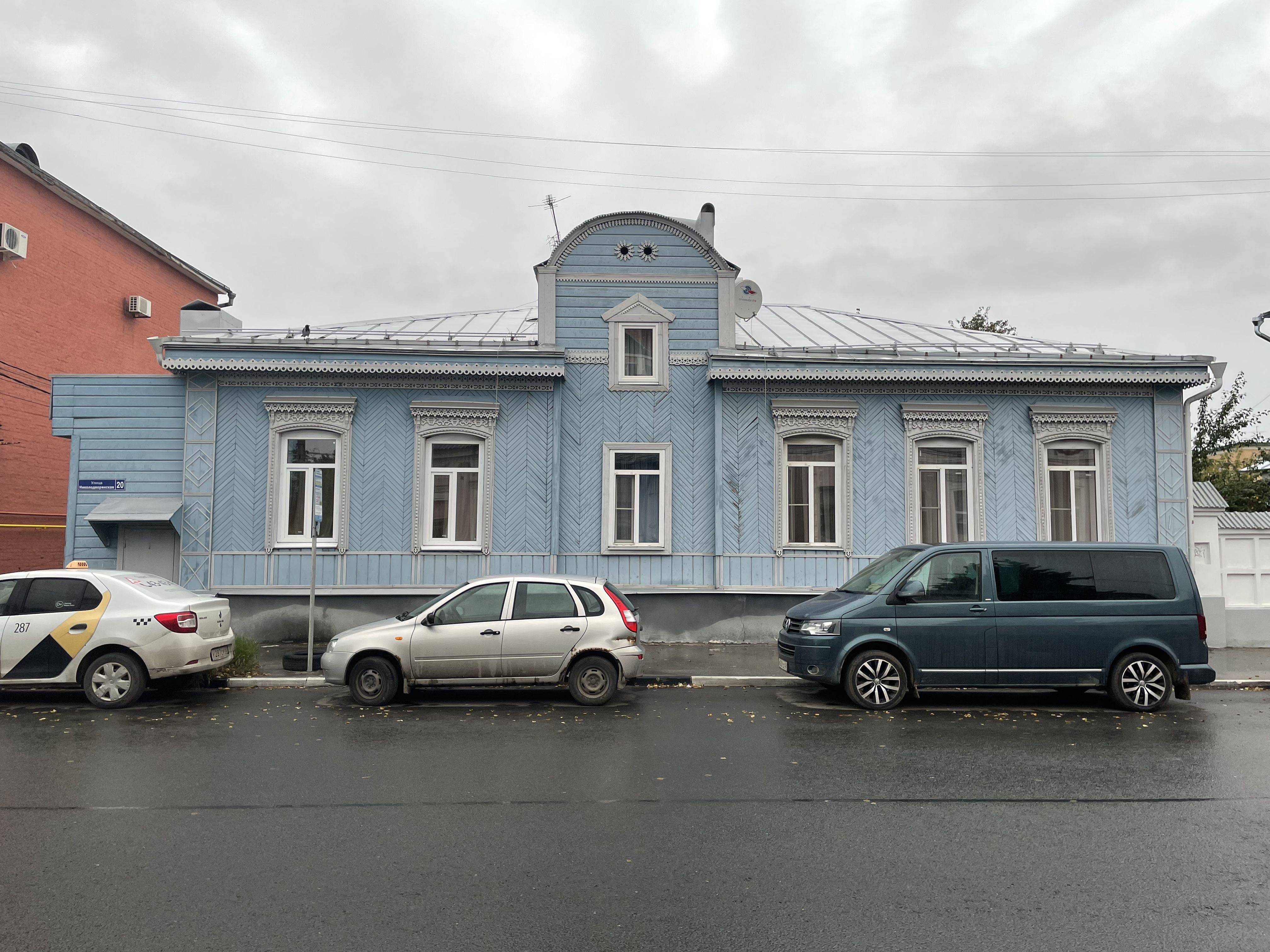
Дом А. Гаретовской
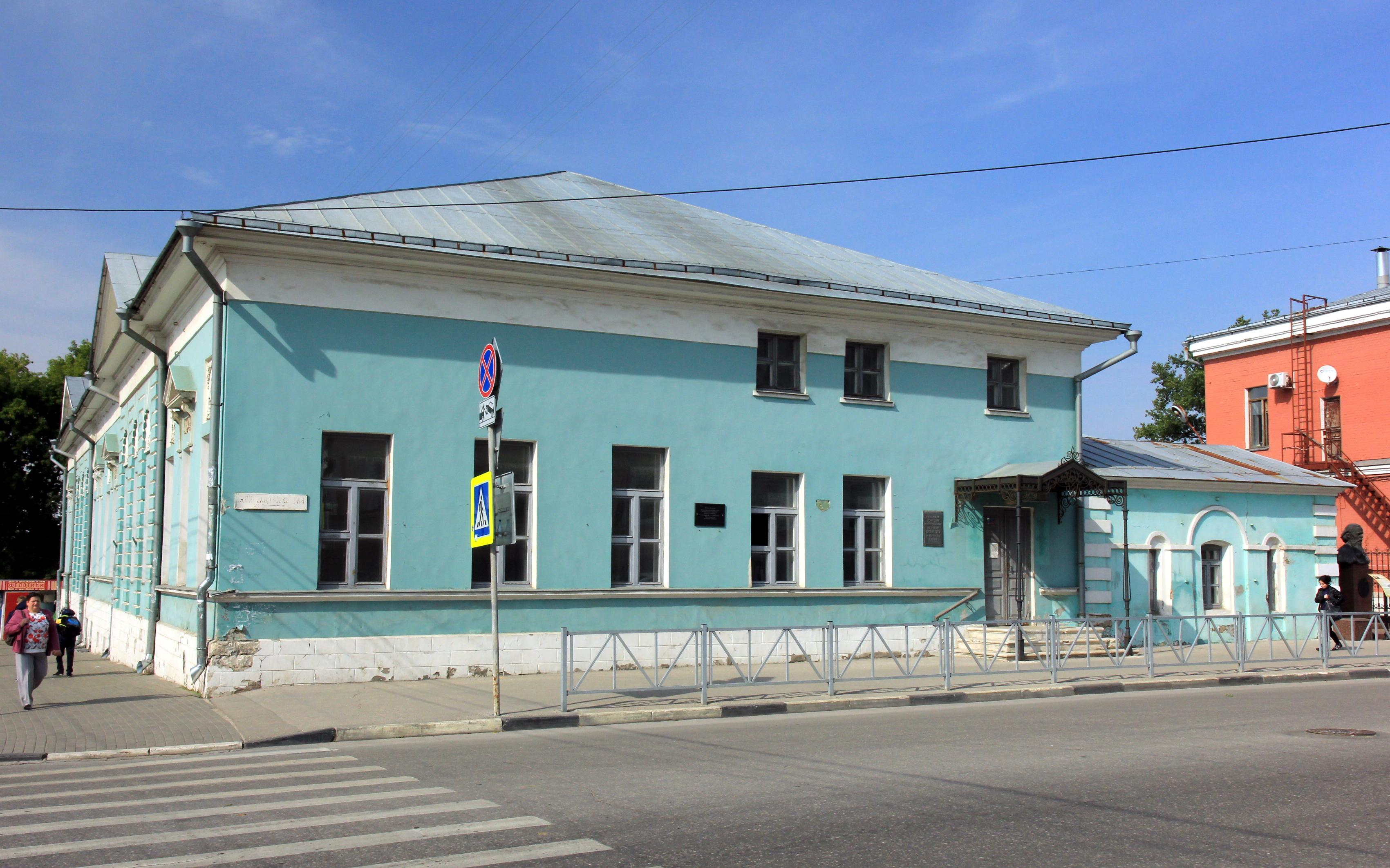
Дом Е. В. Шишковой